# Bükki kultúra
A bükki kultúra neolitikus, azaz újkőkori kultúra volt a mai Északkelet-Magyarország (főleg Borsod-Abaúj-Zemplén vármegye) területén és Szlovákia keleti részén az i. e. 6 – i. e. 5. évezred között. Nevét a Bükk hegységről kapta. Az egész Közép-Európában virágzó vonaldíszes kerámia kultúrához, azon belül az alföldi vonaldíszes kultúrához tartozott.
Találtak elszigetelt leleteket Budapest környékén (Nagytétényben), Erdélyben, Moldvában, Kárpátalján, Lengyelország déli részén, Délnyugat-Szlovákiában, Morvaországban (Veletiny), Alsó-Ausztriában (Drassburg) és Magyarországtól délre (Feketetó) és a Havasalföldön.

## Története és korszakai

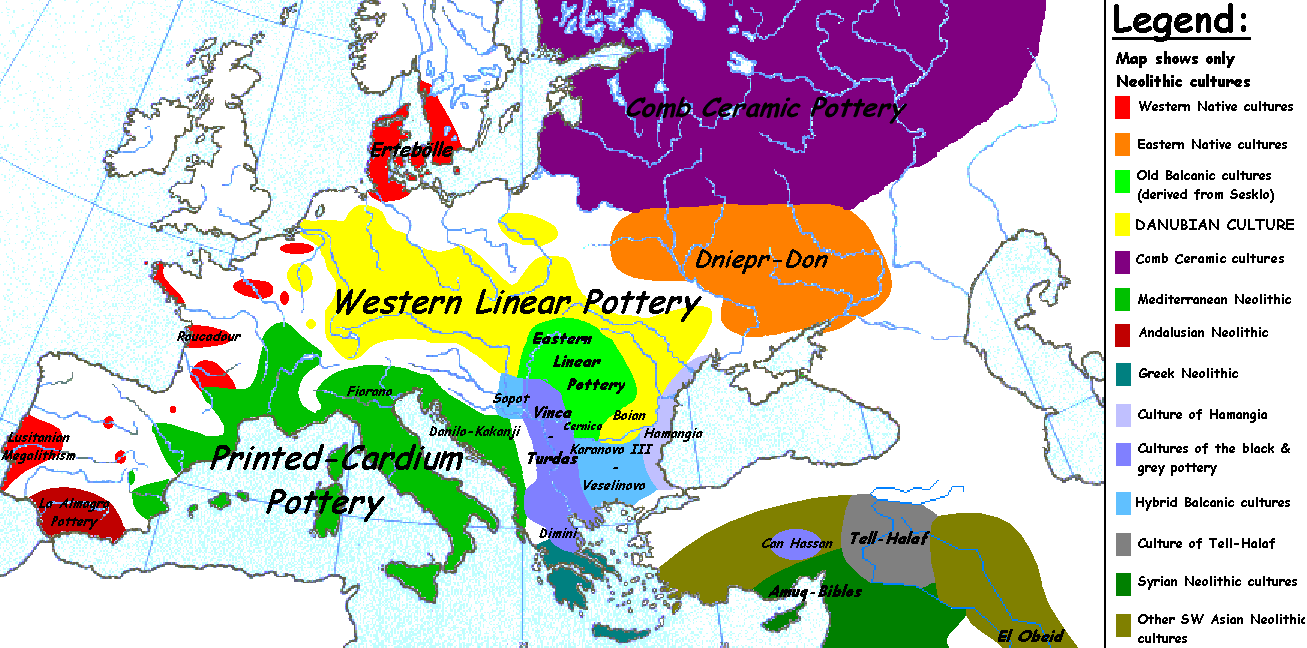
Európa régészeti kultúrái az i. e. 5. évezred első felében (sárgával a nyugati, világoszölddel a keleti vonaldíszeskerámia-kultúra (bükki kultúra és alföldi vonaldíszes kultúrák)

A Bükki kultúra a közép-európai kora (kárpát-medencei középső) neolitikus kultúra-komplexum kései szakaszában, az i. e. 6. évezred végén az addigi nagyobb régészeti egységből vált ki.
Négy korszakra osztható:
- A korszak = ősi bükki kultúra
- AB korszak = preklasszikus bükki kultúra
- B korszak = klasszikus bükki kultúra
- C korszak = fiatal bükki kultúra

A kultúra emberei obszidiánt bányásztak, feldolgozták, és kereskedtek vele. Folyómedrek teraszaira építették településeiket, és voltak magasabban fekvő településeik is. Gyakran választottak barlangokat lakhelyül. Az újkőkori Közép-Európában nekik volt a legfejlettebb a keramikájuk – nagyon vékony falú, alaposan kiégetett edényeket készítettek, sárga, fehér vagy piros díszítéssel ékesítették.
A Domica-barlang a bükki kultúra legfontosabb helyszíne, ezt az ott talált bőséges leletanyag bizonyítja.
A bükki kultúra hirtelen ért véget, ennek okai a mai napig vitatottak.
A mai Szlovákia keleti területén talált leleteket a zselízi kultúrába sorolják.

## Magyarországi lelőhelyek
A mai Magyarország területén a Baradla-barlangban találták meg a bükki kultúra nyomait. A régészek csontvázakat, kőből és csontból készült eszközöket, valamint a barlangba épített cölöpkunyhók maradványait tárták fel. A halottakat arccal lefelé, behúzott térddel, kővel a tarkójukon temették. A bükki kultúrára jellemző gömbölyded cserépedényeiket korong nélkül készítették az itt élők, a vonaldíszeket pedig csontfésűvel karcolták beléjük, majd a rovátkákat festékfölddel színezték.
A bükki kultúra elterjedési területe a Bükk hegységen kívül az Alföld északi szegélyén, különösen a folyók mentén gyakori, de jelentős településeit találjuk a Nyírségben is. E kultúra kisugárzása nyugat felé egészen a Duna vonaláig tart, délen pedig még a szerb területeken is észlelhető.
A kultúrában a vonaldíszes stílusjegyek lépnek fel. A Bükk hegységtől távolabbi területeken a vonaldíszes kerámia jut túlsúlyra (protobükknek nevezett anyag). Az Alföld északkeleti részén pedig a fiatalabb és az idősebb vonaldíszes kerámia teljesen összekevert stíluselemei az uralkodók. A tiszai kultúra és a bükki kultúra érintkezési zónájában gyakori a stíluskeveredés.

## A mai Szlovákia területén
A bükki kultúra településeinek nyomait találták a Szlovák karszt és a Szepesség területén (itt a zselízi kultúrával együtt Poprád-Matejovce, Gánóc, Zsigra–Dreveník térségében) és Sáros régióban; távolabb előbb magasabban fekvő területen (Nagyszalánc, Nagysáros valamint a kultúra emberei által kedvelt barlangokban, mint pl.: Baradla–Domica-barlangrendszer, Pelsőcardó, Jászói-barlang, Ördög-árok. A Domica-barlangban többek között a kultúra szénrajzait is megtalálták a falakon. Elszigetelten találtak leleteket Délnyugat-Szlovákiában is (Berencs, Felsőelefánt, Sáró).
A bükki kultúra elsősorban a gazdagon díszített fazekastermékeiről ismert. Kelet-Szlovákia területén mintegy 120 lelőhelye van a kultúrának.
Az északi (Samborozec-csoport) és délkeleti (Szakálhát-csoport) hatásai jelentették a bükki kultúra végét, melynek Kisráska határában találták bizonyítékait. Ezek a leletek a poszt-bükki kultúra zempléni típusa elnevezést kapták.

## Fordítás
- Ez a szócikk részben vagy egészben  a   Bukovohorská kultúra című szlovák Wikipédia-szócikk fordításán alapul.  Az eredeti cikk szerkesztőit annak laptörténete sorolja fel. Ez a jelzés csupán a megfogalmazás eredetét és a szerzői jogokat jelzi, nem szolgál a cikkben szereplő információk forrásmegjelöléseként.